# Outtakes for the Outcast
Outtakes for the Outcast is het eerste en tot op heden enige verzamelalbum van de Amerikaanse punkband Sick of It All. Het album werd op 19 oktober 2004 via het platenlabel Fat Wreck Chords op cd uitgegeven. Het bevat covers en moeilijk verkrijgbare nummers die tussen 1992 en 2001 zijn opgenomen.
Outtakes for the Outcast is het laatste album dat de band via Fat Wreck Chords heeft laten uitgeven. Latere albums zijn uitgegeven door het platenlabel Abacus Recordings, een sublabel van Century Media Records.

## Nummers
1. "I Believe" - 1:57
2. "Stood For Nothing" - 0:58
3. "Borstal Breakout" (cover van Sham 69) - 2:00
4. "Straight Ahead" (cover van Straight Ahead)- 0:55
5. "All Hell Breaks Loose" (cover van The Misfits) - 2:14
6. "My Little World" - 1:53
7. "Soul Be Free" - 2:36
8. "Blatty (Human Egg)" - 0:32
9. "86" - 2:27
10. "Target" (cover van Hüsker Dü) - 1:44
11. "Rip Off" (cover van Sham 69) - 1:09
12. "Working Class Kids" (cover van Last Resort) - 1:24
13. "Never Measure Up" - 1:41
14. "The Future is Mine" - 2:24
15. "Just Look Around" (remix van (House of Pain remix) - 3:30

## Band
- Lou Koller - zang
- Pete Koller - gitaar
- Craig Setari - basgitaar
- Armand Majidi - drums